# Sveti Đorđe (gmina Ulcinj)
Sveti Đorđe (cyr. Свети Ђорђе) – wieś w Czarnogórze, w gminie Ulcinj. W 2011 roku liczyła 69 mieszkańców.